# Палиця Ігор Петрович
І́гор Петро́вич Па́лиця (нар. 10 грудня 1972, Луцьк, Українська РСР) — український політик, нардеп VI, VII, IX скл., Заслужений економіст України, Голова Одеської ОДА (6 травня 2014 — 30 травня 2015), голова Волинської обласної ради (26 листопада 2015 — 25 липня 2019).
Народний депутат України IX скликання. Член депутатської групи «За майбутнє». Секретар Комітету Верховної Ради з питань фінансів, податкової та митної політики.
Голосував за ратифікацію Харківських угод і за проєкт Закону «Про засади державної мовної політики».

## Життєпис
1994 — закінчив Волинський національний університет імені Лесі Українки, спеціальність «Історія і право».
У 1993—1999 — директор українсько-латвійського СП «Мавекс-Л».
З 1999 по лютий 2003 — в.о. члена правління, комерційний директор, голова правління ВАТ «Нафтохімік Прикарпаття». З лютого 2003 — голова правління ВАТ «Укрнафта».
Березень 2006 — кандидат в народні депутати України від СелПУ, № 6 у списку. На час виборів: голова правління ВАТ «Укрнафта», безпартійний.
Народний депутат України 6-го скликання з 23 листопада 2007 до 12 грудня 2012 від Блоку «Наша Україна — Народна самооборона», №63 в списку. На час виборів: голова правління ВАТ «Укрнафта», безпартійний. Член фракції Блоку «Наша Україна — Народна самооборона» (з листопада 2007), секретар Комітету з питань економічної політики (з грудня 2007).
27 квітня 2010 голосував за ратифікацію Харківських угод.
Народний депутат України 7-го скликання з 12 грудня 2012 до 27 листопада 2014, виборчий округ №22, Волинська область, самовисування. «За» 40,27%, 11 суперників. На час виборів: народний депутат України, безпартійний. Член Комітету з питань економічної політики (з грудня 2012).
Кандидат у народні депутати від виборчого округу №22 (Луцьк). Самовисуванець. На час виборів: голова Волинської облради, член партії «УКРОП». Живе в Яремче Івано-Франківської області.
3 липня 2012 голосував за проєкт Закону «Про засади державної мовної політики» у другому читанні (єдиний з фракції «НУНС»)., але, як потім з'ясувалося, не брав участі у голосуванні у зв'язку з його перебуванням за кордоном.
В 2014 році на парламентських виборах балотувався до Верховної Ради за списком партії “Блок Петра Порошенка”, але мандат не отримав, оскільки на той момент обіймав посаду голови Одеської обласної державної адміністрації.
Волинські журналісти Юрій Горбач та Аріна Крапка розповіли у розслідуванні програми «Слідство. Інфо» про приватну армію під прикриттям громадської організації, яка ймовірно належить та фінансується волинським Головою обласної адміністрації Ігорем Палицею та здійснює вплив та контроль над опонентами.
Голова Волинської облради Ігор Палиця задекларував дохід 6,4 мільйони гривень, які отримав від офшорної фірми за продаж нерухомого майна. Проте, якщо вірити його декларації, у посадовця немає жодної власної нерухомості, повідомляє інтернет-видання Волинь 24.
Досудовим розслідуванням встановлено, що невстановлені особи вносили неправдиві відомості в офіційні документи, а саме підписували від імені голови обласної ради, розпорядження голови ради з кадрових питань, розподілу бюджетних коштів та комунального майна, з інших питань, в той час, коли голова облради перебував за кордоном. За період з 2016 року по вересень 2017 Палиця перебував за кордоном 338 днів.
Служба безпеки України відкрила кримінальне провадження, фігурантом якого є голова Волинської обласної ради Ігор Палиця, щодо схеми фальсифікації спецдозволів на користування надрами.
Журналісти оприлюднили листування голови Одеської обласної державної адміністрації Ігоря Палиці й народного депутата Віталія Хомутинніка у якій депутат консультує одеського губернатора з питань корупційної схеми і «тарифів», які діють на українській митниці, повідомляють Українські новини.
Займався підкупом виборців, зокрема 1 та 2 червня 2019 року благодійний фонд самовисуванця та члена партії «УКРОП» Ігоря Палиці «Тільки разом» став спонсором гала-концерту конкурсу «Співай за мрію!» у місті Луцьк.
У травні 2020 депутати об'єднання «За майбутнє» створили однойменну партію на чолі з Палицею.

## Бізнес
Був головою правління ВАТ «Укрнафта». Також контролював компанію «Нафтохімік Прикарпаття», що її пов'язують з гірськолижним туристичним комплексом «Буковель» в Івано-Франківській області і власником якого є ТзОВ «Скорзонера».
ВАТ «Укрнафта» і «Нафтохімік Прикарпаття» пов'язують з бізнес-групою «Приват», яку очолює мільярдер Ігор Коломойський.

### Спорт-активи
Улітку 2011 придбав 60 % акцій футбольного клубу «Волинь» (Луцьк). Є почесним президентом луцького клубу.
З листопада 2019 взяв на себе фінансування сімферопольської «Таврії».

## Нагороди
Заслужений економіст України (вересень 2004). Орден «За заслуги» III ступеня (січень 2009). Лауреат премії імені Євгена Чикаленка (жовтень 2013).

## Сім'я
Був одружений з Оксаною Палицею. 
Діти: Палиця Тетяна, Палиця Петро, Палиця Марія, Палиця Захар